# センチュリーマイクロ
センチュリーマイクロ株式会社（CENTURY MICRO INC.）は日本の半導体製造販売企業。メモリモジュールを専門に扱う。
海外拠点として香港及びアメリカ合衆国に販売拠点を持つ。非上場。

## 概要
コンピュータ用メモリモジュールの製造に特化し、日本国内で設計・製造をしている。
高い精密加工技術や品質基準による高品質で高信頼性のメモリモジュールの製造を得意としており、高級なPCで採用される。また、Macintosh用のメモリも多くラインナップしており、幅広い製品に対応するメモリモジュールを製造している。
搭載されるメモリチップはハイニックスやサムスン、マイクロンなど多岐にわたる。